# Zondoma (tỉnh)
Zondoma là một trong 45 tỉnh của Burkina Faso, tọa lạc ở Nord Region.
Thủ phủ là Gourcy.
Zondoma được chia thành 4 tổng:
- Bassi
- Boussou
- Gourcy
- Tougo